# Коропчены
Коропчены (рум. Coropceni, Коропчень) — село в Теленештском районе Молдавии. Относится к сёлам, не образующим коммуну.

## География
Село расположено на высоте 91 метров над уровнем моря.

## Население
По данным переписи населения 2004 года, в селе Коропчень проживает 1441 человек (745 мужчин, 696 женщин).
Этнический состав села:
| Национальность | Число жителей | Процентный состав |
| -------------- | ------------- | ----------------- |
| молдаване      | 1408          | 97.71             |
| румыны         | 29            | 2.01              |
| русские        | 3             | 0.21              |
| украинцы       | 1             | 0.07              |
| Всего          | 1441          | 100%              |